# Capela de Nossa Senhora de Montserrat

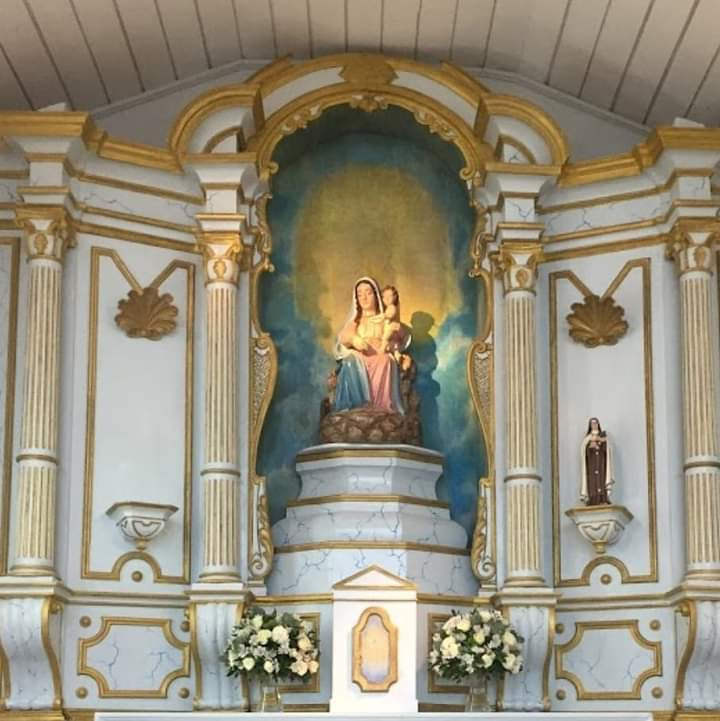
O altar da Igreja.

A Capela de Nossa Senhora de Montserrat ou Igreja de Nossa Senhora de Montserrat é uma capela localizada no bairro de Vargem Pequena, na zona oeste da cidade do Rio de Janeiro, à 130m de altura, tombada pelo Patrimonio Histórico e Artístico. Foi apelidada de Jóia do Império por sua beleza.

## História
Foi fundada em 1732 nas terras pertencentes a monges beneditinos, atual bairro de Vargem Grande, limítrofe de Vargem Pequena. 
Após uma ventania, o lugar onde abrigava a imagem de Nossa Senhora de Montserrat, a Igreja de Nossa Senhora do Pilar, em Vargem Grande, foi derrubada. Então, a capela foi reerguida em Vargem Pequena, com o novo nome, em menção à santa.

## A Imagem de Nossa Senhora de Montserrat
A imagem original feita de madeira, fora levada para o Mosteiro de São Bento (Rio de Janeiro), após terem denunciado o estado de preservação da igreja, que estava abandonada.